# Adenosma microcephalum
Adenosma microcephalum är en grobladsväxtart som beskrevs av Joseph Dalton Hooker. Adenosma microcephalum ingår i släktet Adenosma och familjen grobladsväxter. Inga underarter finns listade i Catalogue of Life.